# Gordon Mace
Pour les articles homonymes, voir Mace.
Gordon Mace est un politologue et professeur canadien né en 1947.  Il s'est distingué notamment par ses travaux sur les Amériques. Gordon Mace est professeur émérite de l'Université Laval.